# Snøkjerringa
Snøkjerringa är en kulle i Antarktis. Den ligger i Östantarktis. Norge gör anspråk på området. Toppen på Snøkjerringa är 920 meter över havet.
Terrängen runt Snøkjerringa är platt åt sydväst, men åt nordost är den kuperad. Trakten är obefolkad. Det finns inga samhällen i närheten.